# Roșiile
Roșiile è un comune della Romania di 2 823 abitanti, ubicato nel distretto di Vâlcea, nella regione storica dell'Oltenia. 
Il comune è formato dall'unione di 11 villaggi:	Balaciu, Cherăști, Hotăroaia, Lupuiești, Păsărei, Petrești, Pleșești, Rățălești, Românești, Roșiile, Zgubea.